# Radschnellwege in Baden-Württemberg
Als Radschnellwege werden in Baden-Württemberg Radschnellverbindungen bezeichnet und wie folgt definiert:

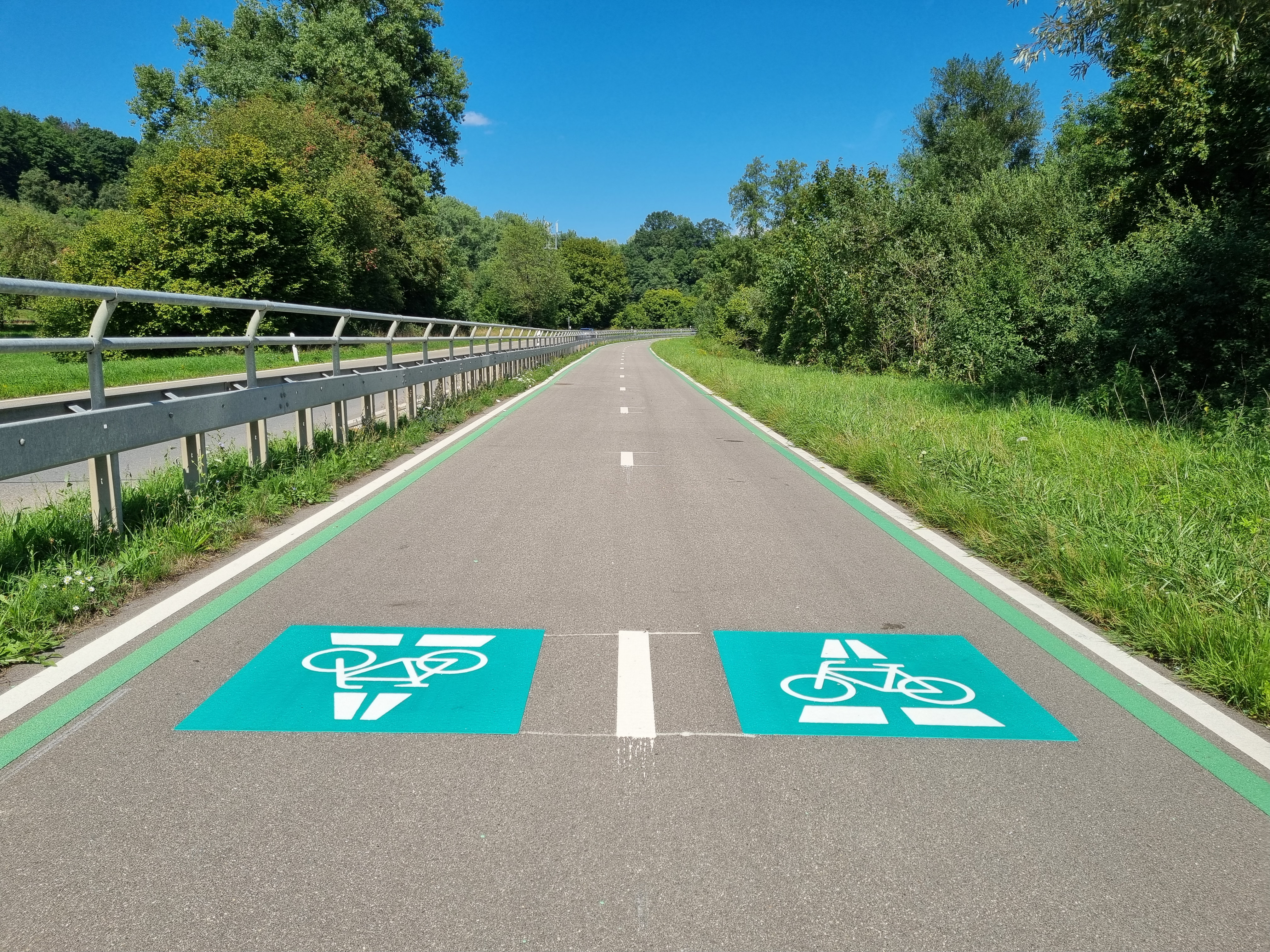
Radschnellweg RS14 als Straßenbegleitender Radweg

- Gesamtstrecke mindestens fünf Kilometer
- Potenzial von mindestens 2000 Fahrradfahrten täglich (im Durchschnitt außerorts)
- Breite mindestens zwischen drei Metern (Richtungsverkehr) und vier Metern (Zweirichtungsverkehr)
- in der Regel von anderen Verkehrsarten getrennt
- Routen möglichst kreuzungsfrei oder mit minimalen Wartezeiten an Kreuzungen
- Hohe Belagqualität und eine möglichst geringe Steigung

2017 beschloss das baden-württembergische Verkehrsministerium, drei Radschnellverbindungen zu realisieren, bei denen das Land Bauherr sein und die Baulast übernehmen soll: Heidelberg-Mannheim, Heilbronn-Neckarsulm-Bad Wimpfen und Stuttgart-Esslingen-Plochingen. Für diese drei „Pilotstrecken“ wurde prioritär mit der Planung und dem Bau begonnen. Laut einer Pressemitteilung des Ministeriums für Verkehr vom September 2018 wurden in einer landesweiten Potentialanalyse „32 Radschnellwege mit einer Gesamtlänge von 500 Kilometer im vordringlichen Bedarf identifiziert. Weitere 20 Strecken könnten sich durch lokalspezifische Faktoren als würdig für eine Radschnellverbindung erweisen.“ Insgesamt sollen bis 2025 zunächst zehn Radschnellwege in Baden-Württemberg realisiert werden.
Der erste Radschnellweg in Baden-Württemberg wurde am 31. Mai 2019 von Böblingen und Sindelfingen nach Stuttgart-Rohr für den Verkehr freigegeben. Die ersten acht Kilometer führen hierfür großteils über die Römerstraße, eine zur Panzerstraße ausgebaute Trasse aus der NS-Zeit, die die Kasernen in Stuttgart-Vaihingen und Böblingen miteinander verband. Die Straße mit ihren Pflastersteinen steht unter Denkmalschutz, wurde aber nun für die Nutzung als Radschnellweg mit einer Asphaltschicht bedeckt. Ziel ist es, rund 2.000 Radfahrer für diese Strecke pro Tag zu gewinnen. Diese Strecke wird vom ADFC als nicht besonders gelungen eingestuft, da sie drei Grundanforderungen für Radschnellwege bisher nicht erfüllt. Es werden keine verlorene Steigungen vermieden, sie ist mit zu vielen Knotenpunkten versehen und ist keine direkte umwegfreie Streckenführung.
Am 30. Januar 2019 beschloss der Landtag, dass „Landesstraßen alle Radschnellverbindungen sind, die eine regionale oder überregionale Verbindungsfunktion erfüllen und für die eine der Verkehrsbedeutung entsprechende Verkehrsnachfrage insbesondere im Alltagsradverkehr gegeben oder zu erwarten ist.“ Mit dieser Neuregelung definiert das Land, wann es die Bauträgerschaft für Radschnellwege übernimmt.

## Projekte
Nachfolgend werden in Diskussion befindliche, z. B. mit Machbarkeitsstudien und sonstigen Gutachten empfohlene, dann in Planung bzw. in Bau befindliche, sowie fertiggestellte Radschnellwege bzw. Radschnellweg-Abschnitte in Baden-Württemberg aufgeführt. Für den Eintritt in die Planungsphase muss ein entsprechender Beschluss vom Kostenträger vorliegen. Für den Eintritt in die Bauphase muss der Auftrag an das ausführende Unternehmen vergeben werden. Im Abschnitt „Weitere Projekte“ werden Vorhaben genannt, die in Politik und Gesellschaft vor Ort thematisiert werden und einem engen fachlichen Zusammenhang mit Radschnellwegen stehen.

### Regierungsbezirk Freiburg

#### Hochrhein-Bodensee
| Name                                                        | Kürzel | Länge      | Streckenverlauf                           | Stand         | Beschreibung | Bild |
| ----------------------------------------------------------- | ------ | ---------- | ----------------------------------------- | ------------- | --- | ---- |
| Radschnellweg Schopfheim – Lörrach (mit Anschluss an Basel) | RS 7   | etwa 18 km | Schopfheim – Maulburg – Steinen – Lörrach | in Diskussion | Im Jahr 2019 wurde für die Strecke ein Auftrag für die Umsetzung durch den Gemeinderat in Lörrach angenommen. Der genaue Streckenverlauf soll noch festgelegt werden, es werden drei Hauptvarianten untersucht. Das Vorhaben soll rund 16 Millionen Euro kosten und der Baubeginn soll ab 2024 erfolgen. |      |

#### Südlicher Oberrhein
In der Region Südlicher Oberrhein wurde 2016 im Rahmen einer Potentialstudie 17 Korridore rund um Freiburg und Offenburg untersucht. Davon wurden zwischen 2017 und 2021 insgesamt neun Korridore mit 220 km Länge näher betrachtet. Diese Untersuchungen erfolgten im Rahmen von Machbarkeitsstudien. Für einige Strecken wurden bereits vertiefende Planungen zur Realisierung eingeleitet.
| Name                                                       | Kürzel | Länge     | Streckenverlauf                                                     | Stand      | Beschreibung | Bild          |
| ---------------------------------------------------------- | ------ | --------- | ------------------------------------------------------------------- | ---------- | --- | ------------- |
| Breisgau Y                                                 | RS 6   | 24,8 km   | Emmendingen / Waldkirch über Denzlingen nach Freiburg               | in Planung | Die Vorzugsvariante steht seit Mai 2023 fest. Der Abschnitt von Freiburg nach Gundelfingen verläuft entlang der Badischen Hauptbahn. Der Abschnitt von Gundelfingen nach Emmendingen folgt in etwa der B 3. Der Abschnitt von Gundelfingen nach Waldkirch folgt in etwa der B 294.                   |               |
| Radschnellweg Offenburg - Gengenbach                       | RS 12  | ca. 12 km | Offenburg - Gengenbach                                              | in Planung | Baulastträgerschaft liegt beim Ortenaukreis und der Stadt Offenburg. | Logo des RS12 |
| Grenzüberschreitender Radschnellweg Offenburg – Strasbourg | RS 20  | 20,2 km   | Offenburg – Kehl – Straßburg                                        | in Planung | |               |
| Freiburg – Kirchzarten                                     |        | 10,8 km   | Freiburg nach Ebnet, Zarten und Kirchzarten                         | in Planung | Der Radschnellweg soll von Kirchzarten zunächst nach Norden nach Zarten führen und dann entlang der alten und bereits zurückgebauten Trasse der B 31 nach Ebnet und entlang der Karthäuser-, Wall- und Rempartstraße zur Wiwilí-Brücke                                                               |               |
| Freiburg – Breisach                                        |        | 18,2 km   | Freiburg über Hugstetten, Gottenheim, Ihringen nach Breisach        | in Planung | Der Radschnellweg soll entlang der Breisacher Bahn von Freiburg über Hugstetten, Gottenheim, Wasenweiler und Ihringen nach Breisach führen |               |
| Freiburg – Müllheim                                        |        | 31,3 km   | Freiburg über Bad Krozingen und Heitersheim nach Müllheim           | in Planung | Der Radschnellweg soll von Freiburg über die Stadtteile Haslach und St. Georgen entlang der B3 Richtung Schallstadt und Ebringen verlaufen. Weiter entlang der L125 nach Pfaffenweiler und Ehrenkirchen nach Bad Krozingen. Weiter entlang der B3 nach über Heitersheim und Buggingen nach Müllheim. |               |
| Emmendingen – Lahr                                         |        | 30,6 km   | Von Emmendingen über Herbolzheim, Kenzingen und Ringsheim nach Lahr | in Planung | Entlang der Badischen Hauptbahn |               |

In der Region Südlicher Oberrhein werden Routen nach und im Umland von Freiburg geprüft, im Dreiländereck Baden-Württemberg/Elsass/Schweiz Strecken nach Basel. Im Bereich Freiburg werden derzeit zwei Strecken mit Investitionskosten von 32 Mio. € favorisiert, die Bürgermeister der Region wollen eine schnelle Umsetzung, halten die Finanzierung jedoch noch für fragwürdig.

### Regierungsbezirk Karlsruhe

#### Region Rhein-Neckar
| Name                                            | Kürzel | Länge                      | Streckenverlauf                                          | Stand                                               | Beschreibung | Bild          |
| ----------------------------------------------- | ------ | -------------------------- | -------------------------------------------------------- | --------------------------------------------------- | --- | ------------- |
| Radschnellweg Heidelberg – Mannheim             | RS 2   | 22 km                      | Mannheim – Ilvesheim – Edingen-Neckarhausen – Heidelberg | im Bau                                              | Im Jahr 2018 wurde für die Strecke eine Machbarkeitsstudie vorgestellt. Der genaue Streckenverlauf steht seit Juli 2020 fest. Erste grobe Kostenschätzungen gehen von Projektkosten von etwa zwölf Millionen Euro. Das Planfeststellungsverfahren sollte 2024 abgeschlossen werden. Mit dem Bau der ersten beiden Teilstücke zwischen Ladenburg und Edingen-Neckarhausen bzw. in Mannheim-Feudenheim wurde im Februar 2025 begonnen. | Logo des RS2  |
| Radschnellweg Mannheim – Weinheim               | RS 15  | ca. 18 km                  | Mannheim – Viernheim – Weinheim                          | in Betrieb: Mannheim-Feudenheim – Mannheim-Käfertal | Ausgehend von der Machbarkeitsstudie der Metropolregion Rhein-Neckar, soll dieser Radschnellweg durch Förderungen des Bundes geplant und gebaut werden. Zum Beginn der BUGA 2023 wurde eine Teilstrecke des RS 15 in Betrieb genommen. Die Teilstrecke ist beleuchtet und es existiert eine parallele, getrennte Fußverkehrsführung. Die auf dem BUGA verlaufende Teilstrecke wurde am 01.12.2023 freigegeben. Weitere Teilstücke in Käfertal wurden 2024 bzw. 2025 freigegeben. Damit sind bisher 4,3 km der Strecke befahrbar. Dies ist eine Teilstrecke der geplanten Strecke Darmstadt – Mannheim. | Logo des RS15 |
| Radschnellweg Mannheim – Weinheim               | RS 15  | ca. 18 km                  | Mannheim – Viernheim – Weinheim                          | in Planung: Mannheim Käfertal - Weinheim            | | Logo des RS15 |
| Radschnellweg Darmstadt – Heidelberg / Mannheim | –      | geschätzt 50–55 km + 15 km | Darmstadt – Weinheim – Heidelberg / Mannheim             | teilweise in Planung                                | In der Diskussion befindet sich eine Radpendlerroute im Siedlungsgürtel entlang der Bergstraße zwischen Darmstadt und Heidelberg. Ab Weinheim könnte eine rund 15 Kilometer lange Strecke nach Mannheim abzweigen (bezogen auf Mannheim bereits alleinige Stadt-Umland-Verbindung). Der Abschnitt im Kreis Bergstraße befindet sich derzeit in Planung. |               |
| Radschnellweg Heidelberg – Schwetzingen         | RS 16  | ca. 7 km                   | Heidelberg – Eppelheim – Schwetzingen                    | in Planung                                          | Im Korridor wurde eine Machbarkeitsstudie erstellt. Der Weg wird als Landesstraße klassifiziert und ist damit in Baulastträgerschaft des Landes Baden-Württemberg. Der Baubeginn soll 2027 erfolgen. | Logo des RS16 |
| Radschnellweg Heidelberg – Wiesloch/Walldorf    | RS 22  | 16,7 km                    | Heidelberg – Wiesloch/Walldorf                           | in Planung                                          | Es wurde von Land und Landkreis eine Planungsvereinbarung unterzeichnet. |               |

#### Mittlerer Oberrhein
Im Frühjahr 2019 wurde eine Machbarkeitsstudie des Regionalverbands Mittlerer Oberrhein vorgestellt, in der 120 km Radrouten auf Eignung als Radschnellverbindungen hin untersucht wurden. Das Netz bestünde aus einer Rundrunde im Bereich Karlsruhe und 6 radialen Anschlussrouten an diesen Radring:
- Pfinztal – Karlsruhe
- Bruchsal – Stutensee – Karlsruhe
- Bühl / Baden-Baden – Rastatt – Karlsruhe (RS 13)
- Ettlingen – Karlsruhe (RS 10)
- Wörth am Rhein – Karlsruhe
- Leopoldshafen (Gemeinde Eggenstein-Leopoldshafen) – Karlsruhe

Der Regierungsbezirk Karlsruhe hat 2021 mit den Scopingverfahren die Vorplanung für folgende zwei Routen aufgenommen:

##### In Planung befindlich
| Name                                | Kürzel | Länge    | Streckenverlauf                                                        | Stand      | Beschreibung | Bild |
| ----------------------------------- | ------ | -------- | ---------------------------------------------------------------------- | ---------- | --- | ---- |
| Radschnellweg Karlsruhe – Ettlingen | RS 10  | ca. 5 km | Karlsruhe – Ettlingen                                                  | in Planung | Der Regierungsbezirk Karlsruhe begann 2021 mit den Scoping-Verfahren. Das Regierungspräsidium empfahl im April 2023 eine Vorzugsvariante.                                                                                     |      |
| Radschnellweg Karlsruhe – Rastatt   | RS 13  | 21,5 km  | Rastatt – Ötigheim – Bietigheim – Durmersheim Rheinstetten – Karlsruhe | in Planung | Der Regierungsbezirk Karlsruhe begann 2021 mit den Scoping-Verfahren. Die Vorzugsvariante des Projektbegleitkreises wurde im Dezember 2023 vom Ministerium für Verkehr BW genehmigt. Es findet nun die Entwurfsplanung statt. |      |

### Regierungsbezirk Stuttgart

#### Region Stuttgart
| Name | Kürzel | Länge                                                   | Streckenverlauf                                                                                             | Stand                                                 | Beschreibung | Bild |
| --- | ------ | ------------------------------------------------------- | --- | ----------------------------------------------------- | --- | --- |
| Radschnellweg Ehningen – Böblingen/Sindelfingen – Stuttgart                                                                            | RS 1   | geschätzt 20 km / 13 km fertig gestellt (Stand 08-2023) | Böblingen/Sindelfingen – Stuttgart                                                                          | in Betrieb                                            | Anbindung von Böblingen und Sindelfingen an Stuttgart. Auf 8 km Länge wurde die gepflasterte Römerstraße auf vier Meter Breite asphaltiert und beleuchtet. Der Ausbau kostete drei Millionen Euro und wurde im Frühjahr 2019 fertiggestellt. Der Sindelfinger Zweig führt von der Mahdentalstraße über den Mönchsbrunnen und das Musberger Sträßle bis zur Römerstraße. Auf 80 Meter Strecke bleibt aus Gründen des Denkmalschutzes das historische Pflaster sichtbar. In Planung: eine Brücke zur Überquerung der K1057 bei der Panzerkaserne Böblingen.                                         | Umgesetzte Teile des RS1 (Daten: © OSM-Mitwirkende) |
| Böblingen – Sindelfingen | RS 1   |                                                         | Stadtzentren und Verbindungen zwischen Böblingen und Sindelfingen                                           | im Bau und in Planung                                 | In Böblingen und Sindelfingen sind umfangreiche Bauprojekte im Gang. Seit ca. 2020 Straßensperrungen für den Ausbau des Fernwärmenetzes, dabei werden schrittweise Radwege neugebaut oder verbreitert. Radwege sind durch Bauarbeiten an den Brücken im Rahmen der Autobahnverbreiterung der A81 unterbrochen oder beeinträchtigt. Abschluss der Bauarbeiten bis ca. 2025. In Diskussion: Autobahnquerung mir zusätzlicher Brücke in der Nähe der K 1073 statt über die Brücke der Calwer Straße. In Planung: Autobahnquerung und Radschnellweg über den Lärmschutzdeckel Böblingen/Sindelfingen. | |
| Radschnellweg Ehningen – Böblingen | RS 1   | ca. 4 km                                                | Böblingen – Ehningen                                                                                        | in Betrieb                                            | Eröffnung des Radschnellwegs Ende Mai 2020. Die Strecke bildet die Fortsetzung des Radwegs von Stuttgart nach Böblingen in Richtung Herrenberg. In den Innenstadtbereichen Böblingen und Sindelfingen bisher nur allgemeine Radwege. | |
| Radschnellweg Herrenberg – Nufringen – Gärtringen – Ehningen – Böblingen – Sindelfingen – Vaihingen, Abschnitt Herrenberg bis Ehningen | RS 1   | geschätzt 20–25 km                                      | Herrenberg – Nufringen – Gärtringen – Ehningen                                                              | in Planung                                            | Eine Machbarkeitsstudie für diesen Korridor im Landkreis Böblingen wurde erstellt. Dieser Korridor soll an die Strecke von Ehningen nach Stuttgart anschließen. Für den Abschnitt Ehningen – Gärtringen begannen 2021 die Vorplanungen. | |
| Strecke im Landkreis Böblingen | RS 18  | geschätzt 25–30 km                                      | Renningen – Magstadt – Sindelfingen – Böblingen – Holzgerlingen – Weil im Schönbuch                         | in Diskussion                                         | Eine Machbarkeitsstudie für diesen Korridor im Landkreis Böblingen wurde erstellt. Planungen und Bau im Bereich von Böblingen und Sindelfingen | |
| Strecke im Landkreis Böblingen | RS 17  | ca. 16 km                                               | Weil der Stadt – Renningen – Leonberg – Ditzingen – Korntal-Münchingen                                      | in Diskussion                                         | Eine Machbarkeitsstudie liegt vor. | |
| Radschnellweg Neckartal | RS 4   | ca. 22 km                                               | (Stuttgart -) Esslingen am Neckar – Altbach – Deizisau – Plochingen – Reichenbach an der Fils (– Göppingen) | in Planung                                            | | |
| Radschnellweg Filstal | RS 14  | ca. 22 km                                               | Geislingen an der Steige – Süßen – Göppingen – Ebersbach – Reichenbach an der Fils (- RS 4)                 | Machbarkeitsstudie in Bearbeitung: Geislingen – Süßen | Planungskosten in Höhe von etwa 3,2 Mio. €. Kosten-Nutzen-Verhältnis von 1,7. | Zeigt den Eingang des Radschnellweges RS 4 in Reichenbach an der Fils, mit Verkehrszeichen 350.1 und 237, zwei streifig, daneben eine Landstraße. Beides getrennt mithilfe einer Leitplanke. |
| Radschnellweg Filstal | RS 14  | ca. 22 km                                               | Geislingen an der Steige – Süßen – Göppingen – Ebersbach – Reichenbach an der Fils (- RS 4)                 | in Betrieb: Süßen – Eislingen                         | Planungskosten in Höhe von etwa 3,2 Mio. €. Kosten-Nutzen-Verhältnis von 1,7. | Zeigt den Eingang des Radschnellweges RS 4 in Reichenbach an der Fils, mit Verkehrszeichen 350.1 und 237, zwei streifig, daneben eine Landstraße. Beides getrennt mithilfe einer Leitplanke. |
| Radschnellweg Filstal | RS 14  | ca. 22 km                                               | Geislingen an der Steige – Süßen – Göppingen – Ebersbach – Reichenbach an der Fils (- RS 4)                 | in Planung: Eislingen – Ebersbach                     | Planungskosten in Höhe von etwa 3,2 Mio. €. Kosten-Nutzen-Verhältnis von 1,7. | Zeigt den Eingang des Radschnellweges RS 4 in Reichenbach an der Fils, mit Verkehrszeichen 350.1 und 237, zwei streifig, daneben eine Landstraße. Beides getrennt mithilfe einer Leitplanke. |
| Radschnellweg Filstal | RS 14  | ca. 22 km                                               | Geislingen an der Steige – Süßen – Göppingen – Ebersbach – Reichenbach an der Fils (- RS 4)                 | in Betrieb: Ebersbach – Reichenbach                   | Planungskosten in Höhe von etwa 3,2 Mio. €. Kosten-Nutzen-Verhältnis von 1,7. | Zeigt den Eingang des Radschnellweges RS 4 in Reichenbach an der Fils, mit Verkehrszeichen 350.1 und 237, zwei streifig, daneben eine Landstraße. Beides getrennt mithilfe einer Leitplanke. |
| Radschnellweg Schorndorf – Fellbach | RS 5   | ca. 22 km                                               | Schorndorf – Waiblingen – Fellbach – Stuttgart                                                              | in Planung                                            | Die Bürgerbeteiligung wurde im Juli 2023 gestartet. | |
| Radschnellweg Ludwigsburg – Waiblingen                                                                                                 | RS 8   | 15 km                                                   | Ludwigsburg – Remseck – Waiblingen (- RS 5)                                                                 | in Planung                                            | Eine Machbarkeitsstudie wurde erstellt und Planungskosten von 1,8 Mio. € genehmigt. Geschätzte Gesamtkosten ca. 31 Mio. € Die Bürgerbeteiligung wurde im Juni 2023 gestartet. | |
| Radschnellweg Bietigheim-Bissingen – Stuttgart                                                                                         | RS 21  | 14 km                                                   | Bietigheim-Bissingen – Ludwigsburg (RS 8) – Kornwestheim – Stuttgart                                        | in Planung                                            | | |

#### Stuttgart-Esslingen-Plochingen (Radschnellweg Neckartal)
Am 6. März 2018 unterzeichneten die Bürgermeister der betroffenen Gemeinden, der Landrat des Landkreises Esslingen und das Verkehrsministerium eine Mitwirkungserklärung. Das beauftragte Planungsbüro Radverkehr-Konzept stellte drei Grundvarianten für die Realisierung vor. Bei der „verkehrspolitischen Radtour“ des Landkreises Esslingen am 21. Juli 2018 wurde die „Variante 2“, die zwischen der Stadtgrenze Stuttgart und Höhe Deizisau Freibad unmittelbar nördlich des Neckars verläuft, als sehr potentialreich und in absehbarer Zeit umsetzbar und somit als Vorzugsvariante bezeichnet. Am 9. November 2018 stellte RV-K „weitere Variante für die finale Bewertung“, eine Mischvariante aus 1 und 2, vor. Die Machbarkeitsstudie des Landkreises Esslingen wurde Ende Februar 2019 veröffentlicht. Die Fertigstellung des gesamten Radschnellwegs soll 2028 erfolgen, dabei soll 2020 der Baubeginn erfolgen. Eine Schätzung der Baukosten von Februar 2019 beträgt etwa 60 Mio. €.
Nach wie vor ungeklärt ist, wie der Radschnellweg angesichts der geforderten Breite auf Stuttgarter Gemarkung fortgesetzt werden soll. Der ursprünglich für Herbst 2017 geplante Bau der Stuttgarter Hauptradroute 2 zwischen Hedelfingen und Stuttgart-Zentrum verzögert sich jedenfalls aufgrund des Einspruchs einiger Gemeinderäte. Bis Ende 2018 will nun auch die Landeshauptstadt Stuttgart eine Machbarkeitsstudie für Radschnellwege fertiggestellt haben.

#### Region Heilbronn-Franken
| Name                                            | Kürzel | Länge      | Streckenverlauf                      | Stand                                             | Beschreibung | Bild |
| ----------------------------------------------- | ------ | ---------- | ------------------------------------ | ------------------------------------------------- | --- | ---- |
| Radschnellweg Heilbronn – Bad Wimpfen           | RS 3   | etwa 20 km | Bad Wimpfen – Neckarsulm – Heilbronn | in Betrieb: Demonstrationsstrecke bei Bad Wimpfen | Eine 1,7 km lange Demonstrationsstrecke wurde im April 2025 freigegeben.                                                                   |      |
| Radschnellweg Heilbronn – Bad Wimpfen           | RS 3   | etwa 20 km | Bad Wimpfen – Neckarsulm – Heilbronn | In Planung                                        | Der Weg soll im Korridor des Neckars, überwiegend auf dem bestehenden Neckarradweg, von Bad Wimpfen über Neckarsulm nach Heilbronn führen. |      |
| Radschnellweg Neckarsulm - Weinsberg - Obersulm | RS 23  | ca. 14 km  | Neckarsulm - Weinsberg - Obersulm    | in Planung                                        | Soll an den RS 3 in Neckarsulm anschließen. Wird vom BMDV gefördert.                                                                       |      |

### Regierungsbezirk Tübingen

#### Region Neckar-Alb
| Name                                | Kürzel | Länge       | Streckenverlauf                 | Stand      | Beschreibung | Bild |
| ----------------------------------- | ------ | ----------- | ------------------------------- | ---------- | --- | ---- |
| Radschnellweg Rottenburg -Tübingen  | RS 11  | 12 km       | Rottenburg am Neckar – Tübingen | in Planung | Für diese Relation wurde im Oktober 2019 eine Machbarkeitsstudie vorgelegt. Darin wird eine Vorzugstrasse südlich des Neckars mit geschätzten Gesamtkosten von 24 Mio. € vorgeschlagen.                                  |      |
| Radschnellweg Tübingen – Reutlingen | RS 19  | zw. 9-17 km | Tübingen – Reutlingen           | in Planung | Für diese Relation wurde im Oktober 2019 eine Machbarkeitsstudie vorgelegt. Darin wird eine Trasse mit geschätzten Gesamtkosten von 14 Mio. € vorgeschlagen. Befindet sich derzeit in der Vorplanung (Stand August 2024) |      |

#### Region Bodensee-Oberschwaben
| Name                                   | Kürzel | Länge | Streckenverlauf                                                               | Stand      | Beschreibung | Bild |
| -------------------------------------- | ------ | ----- | ----------------------------------------------------------------------------- | ---------- | --- | ---- |
| Radschnellweg Friedrichshafen – Baindt | RS 9   | 29 km | Friedrichshafen – Meckenbeuren – Ravensburg – Weingarten – Baienfurt – Baindt | in Planung | Für diese Relation wurde im Februar 2020 eine Machbarkeitsstudie vorgelegt. Die Planung für die Radschnellverbindung soll bis Ende 2024 abgeschlossen sein. Sie wird durch den Bund gefördert |      |

### Weitere Projekte
| Name                     | Kürzel | Länge | Streckenverlauf                         | Stand      | Beschreibung | Bild |
| ------------------------ | ------ | ----- | --------------------------------------- | ---------- | --- | ---- |
| Veloring Friedrichshafen | –      | 7 km  | auf dem Stadtgebiet von Friedrichshafen | in Betrieb | Die Route führt auf einem langgezogenen Halbkreis um die Stadtmitte von Friedrichshafen. Zwei zusammen 900 m lange Abschnitte wurden bereits im September 2017 eröffnet (Querschnitt: 3,5 Meter breiter Radweg und 2,5 Meter breiter Gehweg getrennt durch Grünstreifen). |      |
| Veloring Friedrichshafen | –      | 7 km  | auf dem Stadtgebiet von Friedrichshafen | im Bau     | Die Route führt auf einem langgezogenen Halbkreis um die Stadtmitte von Friedrichshafen. Zwei zusammen 900 m lange Abschnitte wurden bereits im September 2017 eröffnet (Querschnitt: 3,5 Meter breiter Radweg und 2,5 Meter breiter Gehweg getrennt durch Grünstreifen). |      |